# Goatacara boliviana
Goatacara boliviana là một loài bọ cánh cứng trong họ Cerambycidae.